# Jagdpanzer IV

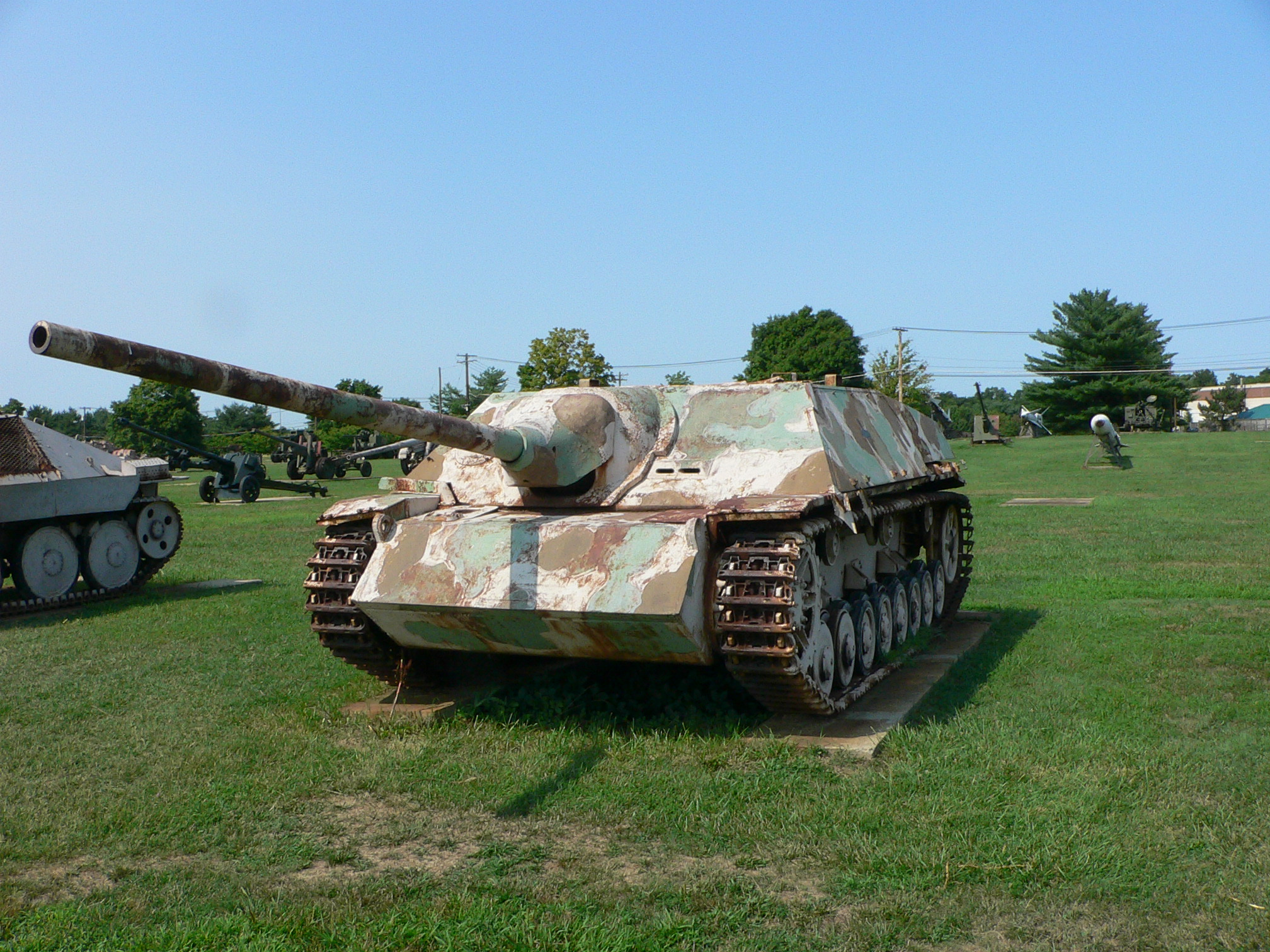
Jagdpanzer IV/70 (V)

Jagdpanzer IV är en tysk modell av en pansarvärnskanonvagn byggd på Panzer IV:s chassi. Beväpningen utgjordes av en 75 mm kanon med antingen 48 eller 70 kaliberlängder och vagnen hade fyra mans besättning (vagnchef, skytt, laddare, förare). Vagnen användes av tyska armén och Waffen-SS 1944–1945. Jagdpanzer IV hade relativt gott pansarskydd, eldkraft och rörlighet. Nästan 2000 Jagdpanzer IV tillverkades under perioden januari 1944 – mars 1945.

## Bakgrund
De första Jagdpanzer IV tillfördes pansarvärnsbataljoner i pansardivisioner och pansargrenadjärdivisioner från och med mars 1944. De första vagnarna som sattes in i strid tillhörde Hermann-Göring Divisionen i Italien följt av 4. och 5. pansardivisionerna på östfronten. Totalt 62 stycken Jagdpanzer IV fanns i tyska divisioner (Panzer-Lehr divisionen, 9. Pansardivisionen samt 12. SS Pansardivisionen Hitlerjugend) som stred mot de västallierade i Normandie.
Därefter fortsatte Jagdpanzer att tillföras fler och fler tyska pansar- och pansargrenadjärdivisioner samt även fristående pansarbrigader. Det största antalet Jagdpanzer IV som sattes in i ett enda slag var under Ardenneroffensiven då 137 Jagdpanzer IV ingick. De flesta Jagdpanzer IV sattes dock in på östfronten.
Jagdpanzer IV, med dess låga profil och goda eldkraft, var ett effektivt defensivt vapen som passade Wehrmacht under de defensiva striderna 1944–1945. 
En av de mest framgångsrika tyska officerarna som använde Jagdpanzer IV var SS-Oberscharführer Rudolf Roy som tjänstgjorde i 12. SS Pansardivisionens pansarvärnsbataljon. Roy med besättning slog ut 36 fientliga stridsvagnar med sin Jagdpanzer IV under striderna i Normandie. Roy dödades av en amerikansk prickskytt under Ardenneroffensiven den 17 december 1944.

## Utveckling
Jagdpanzer IV utvecklades som en förbättring och en ersättare för Sturmgeschütz III. En prototyp i konstruktionsstål visades upp för Hitler i oktober 1943 och en slutgiltig konstruktion var klar i december 1943. Serieproduktion började i januari 1944 i augusti 1944 började en förbättrad version med en 7,5 cm PaK 42 L/70 i stället för den ursprungliga 7,5 cm PaK 39 L/48 tillverkas. De två olika varianterna tillverkades parallellt fram till december 1944, då man koncentrerade produktionen på den nya varianten som kom att tillverkas fram till och med mars 1945.

## Egenskaper
Jagdpanzer hade i stort sett samma chassi och drivlina som Panzerkampfwagen IV. Men det vertikala frontpansaret på den övre delen av stridsvagnschassit byttes ut mot en 60 millimeter tjock pansarplåt som utgjorde fronten på överbyggnaden, frontpansaret fick en lutning på 50°. Från maj 1944 ökades tjockleken på frontpansaret till 80 millimeter. Även sidorna på överbyggnaden fick ett mer vinklat utseende. Kanonen monterades i överbyggnadens front med en Saukopf -kanonmantel.

## Varianter
- Jagdpanzer IV Ursprungsvarianten beväpnade med en 7,5 cm PaK 39 L/48 kanon. Tillverkades i 769 exemplar av Vomag mellan januari och november 1944.[2]
- Jagdpanzer IV/70(V) Variant beväpnade med en 7,5 cm PaK 42 L/70 kanon. Tillverkades i 930 exemplar av Vomag mellan augusti 1944 och mars 1945.[3]
- Jagdpanzer IV/70(A) En variant som utvecklades av Alkett och tillverkades i 278 exemplar av Nibelungenwerke från augusti 1944 till mars 1945. Denna hade en högre överbyggnad och samma frontpansar som Panzerkampfwagen IV.[4]

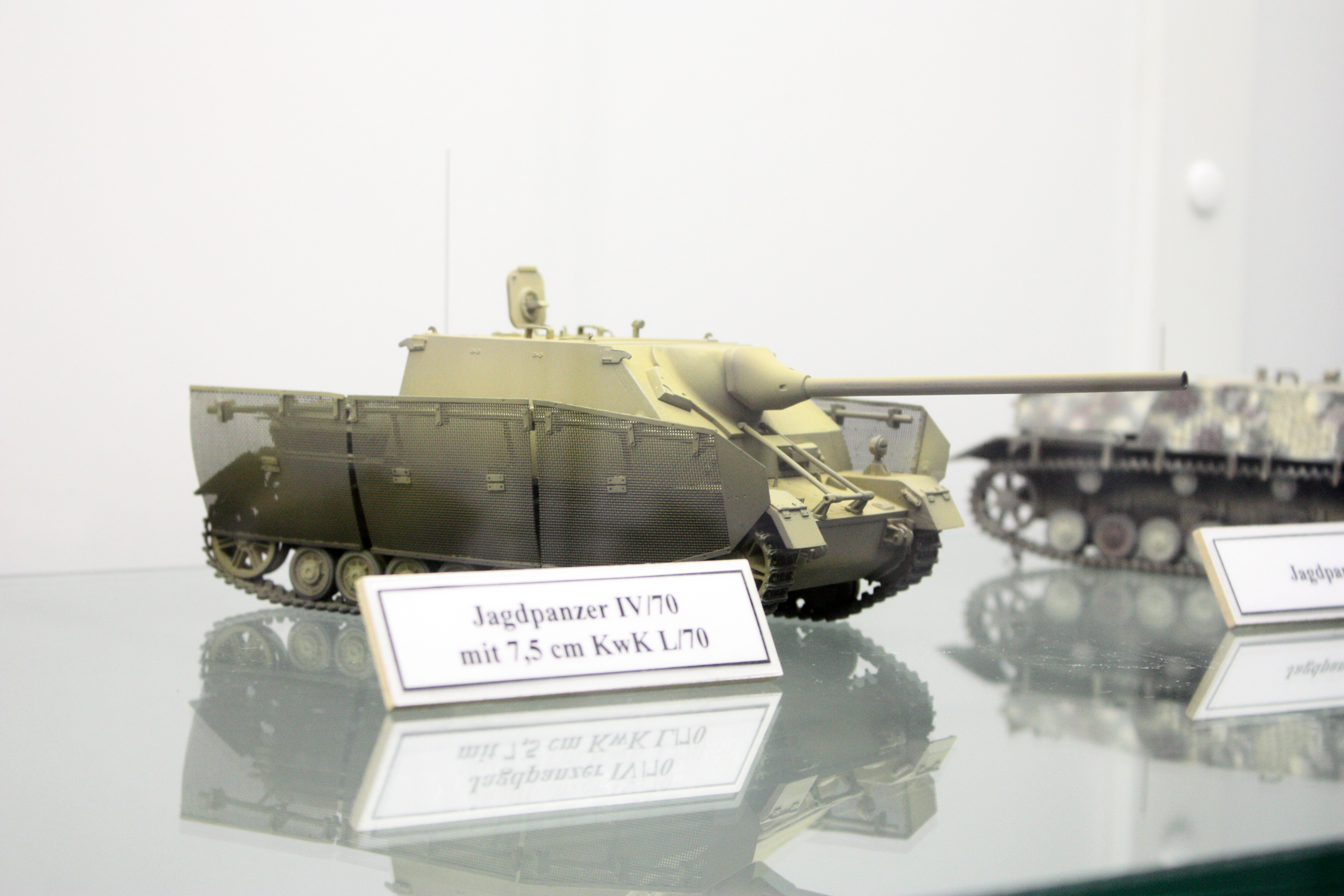
Modell av varianten Jagdpanzer IV/70(A) som hade en högre överbyggnad.

## Bevarade exemplar
- Munster stridsvagnsmuseum (Tyskland)
- US Army Ordnance Museum, MD (USA)